# Walton Hannah
Walton Hannah (Forest Row, Reino Unido; 9 de octubre de 1912-Montreal, Canadá; 26 de febrero de 1966) fue un religioso anglicano y un escritor del Reino Unido que se convirtió al catolicismo en los años que siguieron la edición de su libro Darkness visible.

## Vida
Walton Hannah quería demostrar que la masonería no era compatible con el catolicismo y el cristianismo en general. Su libro fue más bien escrito por los anglicanos de Inglaterra que constituyen la mayor parte de la masonería inglesa. No hace referencia a una hipotética conspiración masónica y declaró que hay entre los masones gente muy honorable y que la masonería practica un voluntariado y una caridad muy apreciada en la sociedad. Se focaliza sobre los textos de referencia que describen los ritos masónicos.
En enero de 1951 Hannah escribió un artículo intitulado Should a Christian be a Freemason? en la revista Theology, editada por la Sociedad para la Promoción del Conocimiento Cristiano. Fue controvertido porque ambos, el rey Jorge VI y Geoffrey Fisher, el arzobispo de Canterbury, eran masones al igual que muchos cleros anglicanos. La asamblea de la Iglesia de Inglaterra lo discutió en junio de 1951, pero no hubo ninguna conclusión.
En mayo de 1965, Hannah y su libro fueron presentados en un documental de la BBC y fueron vistos por una audiencia de 12 millones de telespectadores. El productor de televisión, James Dewar, escribió un resumen del programa The Unlocked Secret que fue un superventas. Era la primera vez que el público podía ver rituales masónicos. Hannah murió el año siguiente a la edad de 54 años.